# Franklin (Massachusetts)
Franklin ist eine Stadt im Norfolk County des US-Bundesstaats Massachusetts.
Das U.S. Census Bureau hat bei der Volkszählung 2020 eine Einwohnerzahl von 33.261 ermittelt.
Franklin ist der Standort der ersten öffentlichen Bibliothek des Landes, der Franklin Public Library, deren erste Bücher von Benjamin Franklin 1790 gestiftet wurden. Hier befindet sich auch die größte katholische Gemeinde in der Erzdiözese Boston, die katholische Kirche St. Mary’s, mit etwa 15.000 Mitgliedern.

## Geschichte
Franklin wurde erstmals 1660 von Europäern besiedelt und während der amerikanischen Revolution offiziell gegründet. Die heutige Stadt wurde aus dem westlichen Teil der Stadt Wrentham gebildet und am 2. März 1778 eine eigenständige Gemeinde; ihr vorgesehener Name bei der Gründung sollte Exeter sein. Die Bürger der Stadt entschieden sich jedoch dafür, sie Franklin zu nennen, zu Ehren des Staatsmannes Benjamin Franklin, die erste von vielen Gemeinden in den USA, die so benannt wurde.
Man erhoffte sich, dass Benjamin Franklin eine Glocke für einen Kirchturm in der Stadt finanzieren würde, aber er spendete stattdessen 116 Bücher, was eine Debatte darüber auslöste, wem der Zugang zu diesen Büchern erlaubt werden sollte. Am 20. November 1790 wurde beschlossen, dass die Bände den Einwohnern von Franklin über die dortige Bibliothek, die seitdem als Franklin Public Library betrieben wird, kostenlos zur Verfügung gestellt werden sollten.
Die Stadt ist der Geburtsort von „Amerikas Vater der öffentlichen Bildung“, Horace Mann. Die Stadt beherbergt auch das möglicherweise älteste durchgehend in Betrieb befindliche einräumige Schulhaus der Nation (die Schule in Croydon, New Hampshire, stammt aus dem Jahr 1780, aber es ist umstritten, ob sie wirklich „einräumig“ ist). Die Red Brick School wurde 1792 gegründet, ihr Gebäude wurde 1833 errichtet und war bis 2008 in Betrieb.

## Demografie
Nach einer Schätzung von 2019 leben in Franklin 34.087 Menschen. Die Bevölkerung teilt sich 2010 auf in 92,8 % Weiße, 1,4 % Afroamerikaner, 0,2 % amerikanische Ureinwohner, 3,8 % Asiaten und 1,4 % mit zwei oder mehr Ethnizitäten. Hispanics oder Latinos aller Ethnien machten 2,0 % der Bevölkerung aus. Das mittlere Haushaltseinkommen lag bei 113.135 US-Dollar und die Armutsquote bei 3,5 %.

## Söhne und Töchter der Stadt
- Horace Mann (1796–1859), Politiker und Pädagoge